# Hubert Germain
Hubert Jean Louis Germain (ur. 6 sierpnia 1920 w Paryżu, zm. 12 października 2021) – francuski wojskowy i polityk, minister poczty i telekomunikacji w rządzie Pierre’a Messmera.

## Życiorys
Był synem generała wojsk kolonialnych Maxime Germaina. Wykształcenie zdobywał w szkole misji francuskiej w Damaszku, liceum w Hanoi, a następnie w liceum Saint-Louis w Paryżu. We wrześniu 1939 próbował dostać się do szkoły marynarki w Bordeaux, jednak po wybuchu wojny postanowił zgłosić się do wojska.
W Saint-Jean-de-Luz wszedł wraz z trzema towarzyszami na pokład statku Arandora Star i 24 czerwca 1940 roku wypłynął do Wielkiej Brytanii. W Wielkiej Brytanii dołączył do wojsk Wolnych Francuzów i został przydzielony do służby na pancerniku „Courbet”, następnie uczęszczał na kursy podchorążych marynarki wojennej. Wiosną 1941 został przydzielony do 1 Lekkiej Dywizja Wolnych Francuzów generała Paula Legentilhomme′a i brał udział w operacji Exporter.
We wrześniu 1941 został wysłany jako uczeń do szkoły oficerskiej w Damaszku, a później został wysłany do służby w 1 Brygadzie 1 Lekkiej Dywizji Wolnych Francuzów. W lutym 1942 został przydzielony do 13 Półbrygady Legii Cudzoziemskiej, z którą walczył w bitwie o Bir Hakeim. We wrześniu 1942 został awansowany na stopień podporucznika. Następnie brał udział w II bitwie pod El Alamein oraz w walkach w Tunezji.
Podczas walk we Włoszech został ciężko ranny w okolicach Pontecorvo i został ewakuowany do Neapolu. Po zwolnieniu ze szpitala brał udział w operacji Dragoon oraz w wyzwoleniu Tulonu, doliny Rodanu i w walkach Wogezach i Alzacji. Wojnę zakończył na południu Alp. Od 1945 był adiutantem generała Marie Pierre Kœniga, w 1946 został zdemobilizowany.
W 1953 został wybrany merem Saint-Chéron i funkcję tę pełnił do 1965. W latach 1960–1962 i 1967–1968 pracował w gabinecie ministra obrony Pierre’a Messmera. W 1962 został deputowanym do Zgromadzenia Narodowego, reelekcję uzyskał w 1968 i w 1973. W latach 1972–1974 pełnił funkcję ministra poczty i telekomunikacji w pierwszym i drugim rządzie Pierre’a Messmera, a w 1974 był ministrem odpowiedzialnym za relacje rządu z parlamentem w trzecim rządzie Messmera. Od 1975 do 1982 był prezesem Société française de télédistribution.
W 2020 wydał wspomnienia pt. Espérer pour la France. Les mémoires d’un Compagnon de la Libération. Od 2010 był członkiem kapituły, a w 2020 został kanclerzem honorowym kapituły Orderu Wyzwolenia. Był ostatnim żyjącym kawalerem tego orderu.

## Odznaczenia
Odznaczony następującymi odznaczeniami:
- Krzyż Wielki Legii Honorowej
- Order Wyzwolenia
- Krzyż Wojenny 1939–1945 z palmą
- Medal Ruchu Oporu z rozetą
- Kawaler Orderu Imperium Brytyjskiego
- Krzyż Wielki Orderu Zasługi Zakonu Maltańskiego